# Siatka kartograficzna
Siatka kartograficzna – siatka odniesień będąca graficzną prezentacją współrzędnych geodezyjnych na opracowaniach kartograficznych, przy czym:
- współrzędne geodezyjne narożników arkuszy map i linie siatki kartograficznej opisuje się w pełnych stopniach, minutach lub sekundach;
- dopuszcza się podawanie tylko punktów przecięcia siatki;

Jest obrazem siatki geograficznej otrzymanym na płaszczyźnie. Prezentuje układ południków i równoleżników na mapie.

## Rodzaje siatek
- siatka stożkowa
- siatka płaszczyznowa
- siatka walcowa
- siatka umowna